# Maldita Vecindad y los Hijos del Quinto Patio (album)

Maldita Vecindad y los Hijos del Quinto Patio est le premier album éponyme du groupe Maldita Vecindad y los Hijos del Quinto Patio de Mexico sorti en 1989 sous le label discographique international RCA .

## Titres de cet album
1. Apañon
2. Rafael
3. Morenaza
4. Mujer
5. Mojado
6. Bailando
7. Apariencias
8. El Supermercado